# Ла-Фоли
Ла-Фоли́ (фр. La Folie) — коммуна во Франции, находится в регионе Нижняя Нормандия. Департамент коммуны — Кальвадос. Входит в состав кантона Изиньи-сюр-Мер. Округ коммуны — Байё.
Код INSEE коммуны — 14272.

## Население
Население коммуны на 2010 год составляло 119 человек.
| 1962 | 1968 | 1975 | 1982 | 1990 | 1999 | 2010 |
| ---- | ---- | ---- | ---- | ---- | ---- | ---- |
| 210  | 178  | 153  | 124  | 102  | 114  | 119  |

## Экономика
В 2010 году среди 68 человек трудоспособного возраста (15—64 лет) 46 были экономически активными, 22 — неактивными (показатель активности — 67,6 %, в 1999 году было 70,3 %). Из 46 активных жителей работали 38 человек (23 мужчины и 15 женщин), безработных было 8 (4 мужчины и 4 женщины). Среди 22 неактивных 3 человека были учениками или студентами, 7 — пенсионерами, 12 были неактивными по другим причинам.